# Caderzone
Caderzone település Olaszországban, Trento megyében. Lakosainak száma 688 fő (2023. január 1.). Caderzone Bocenago, Carisolo, Giustino, Massimeno, Pinzolo, Spiazzo, Strembo és Pelugo községekkel határos.

## Népesség
A település népességének változása:
| Lakosok száma | 679  | 669  | 688  |
|               | 2017 | 2018 | 2023 |